# Lovere
Lovere [ˈloːveɾe] (Lóer [ˈloɛɾ] in dialetto bergamasco) è un comune italiano di 5 003 abitanti affacciato sul Sebino, in provincia di Bergamo, Lombardia.
È il capoluogo della Comunità montana dei Laghi Bergamaschi. Fa parte dell'Associazione "I borghi più belli d'Italia".

## Geografia fisica
(Gregorio Brunelli, Curiosi trattenimenti contenenti ragguagli sacri e profani dei popoli camuni, 1698)

### Territorio
È situato sulla sponda nord-occidentale del Lago d'Iseo, all'imbocco della Valle Camonica.

## Storia
La storia di Lovere è ricchissima di avvenimenti, vista la sua posizione strategica che lo colloca tra l'alto Sebino e l'imbocco della val Cavallina per i collegamenti via terra, ed all'estremità nord del lago d'Iseo per i trasporti via acqua. I primi insediamenti accertati risalgono ad un periodo compreso tra il V ed il III secolo a.C., come testimoniato dalla presenza di un nucleo abitativo di origine celtica posto in una posizione strategica, tuttora chiamato Castelliere.
I secoli successivi videro l'arrivo della dominazione romana, che costruirono un'importante via di comunicazione, denominata poi strada di San Maurizio, e la costruzione di un consistente centro abitato sulle rive del lago. A tal riguardo numerosi sono i reperti rinvenuti, tra cui numerose sepolture con relative lapidi, risalenti ad un periodo compreso tra il I ed il IV secolo. Inoltre sul territorio venne scoperto un ingente quantitativo di monete e gioielli che, denominato il tesoretto di Lovere, è ora custodito presso il museo archeologico di Milano. Nel 2013 sono iniziati i lavori di scavo per il recupero della necropoli romana. Nel 200 d.C. l'Imperatore Alessandro Severo trasformò la strada di San Maurizio in via militare con il nome di Via Alessandra Augusta per trasferire rapidamente gli eserciti dalla pianura al Danubio.
In seguito al termine dell'impero romano il territorio fu soggetto alle orde barbariche, terminate con l'insediamento dei Longobardi. A questi subentrarono i Franchi che, istituendo il Sacro Romano Impero, diedero il via al feudalesimo ed all'età medievale.
Inizialmente il territorio venne dato in gestione ai monaci di Tours (Abbazia di Marmoutier, Testo in latino disponibile su wikisource), i quali lo permutarono a favore del vescovo di Bergamo, al quale poi subentrò la famiglia Celeri. Erano gli anni in cui infuriavano le lotte di fazione tra guelfi e ghibellini, ed anche Lovere si trovò al centro di numerosi scontri: a tal riguardo il paese si dotò di parecchie fortificazioni, tra cui torri e cinte murarie, in posizione dominante rispetto al lago. Restano ancora di quell'epoca, le case torri, come Torre Soca, Torre degli Alghisi e la Torricella rotonda dell'antica cinta muraria.
Nel 1263 moriva qui Cavalcano Sala, vescovo di Brescia, cacciato da Ezzelino da Romano.

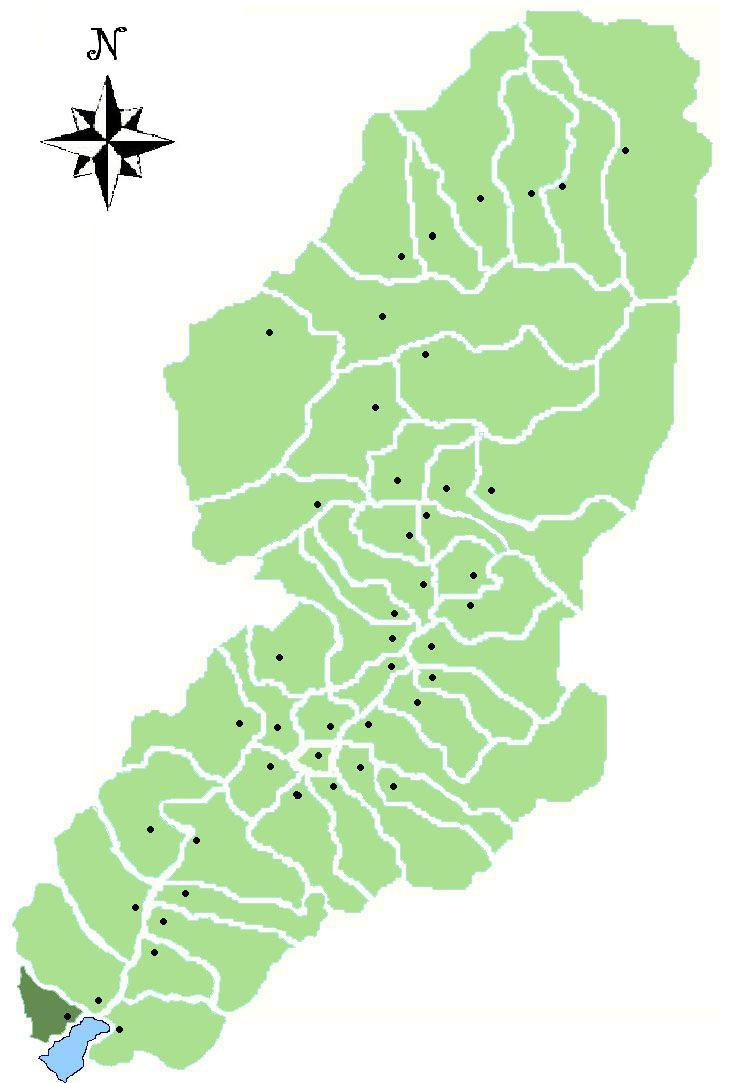
Il territorio di Lovere all'interno della Val Camonica

Gli scontri si protrassero fino alla prima metà del XV secolo, quando il territorio passò nella Repubblica di Venezia, che demolì numerose fortificazioni e che accolse il desiderio di parte della popolazione di porla sotto Bergamo (1441). Dalla città di Bergamo giungeva ogni anno un podestà ad amministrare giustizia.
La Serenissima varò numerose leggi volte a risollevare la situazione sociale ed economica, facendo rivivere il centro abitato e migliorando le condizioni di vita degli abitanti. Furono anni di invidiabile floridezza, soprattutto grazie alla fiorente produzione del Panno di Lovere, un tessuto in lana all’epoca richiestissimo, che rese Lovere nota in tutta l’Europa.
Il dominio della città lagunare durò fino al 1797, quando vi subentrò la Repubblica Cisalpina. Nel 1815 passò al Regno Lombardo-Veneto, Provincia di Bergamo, distretto XVI di Lovere, a cui viene accorpato il 10 marzo 1836 Rogno.
Già in quel periodo cominciarono a svilupparsi numerose attività industriali in ambito siderurgico, che portarono benessere e sviluppo di tutta la zona fino al XX secolo, quando il paese ha cominciato a puntare decisamente anche sull'industria turistica, al fine di valorizzare le ricchezze paesaggistiche e culturali di cui è ricco.

### Simboli
Lo stemma comunale non è ancora stato ufficialmente concesso, ma è documentato fin agli inizi del XV secolo ed è raffigurato su alcuni edifici storici.
Le spighe di grano volevano indicare lo stato di floridezza a cui le fabbriche del panno avevano portato Lovere.
Il gonfalone è un drappo di verde.

## Monumenti e luoghi d'interesse
Lady Mary Wortley Montagu.

### Architetture religiose

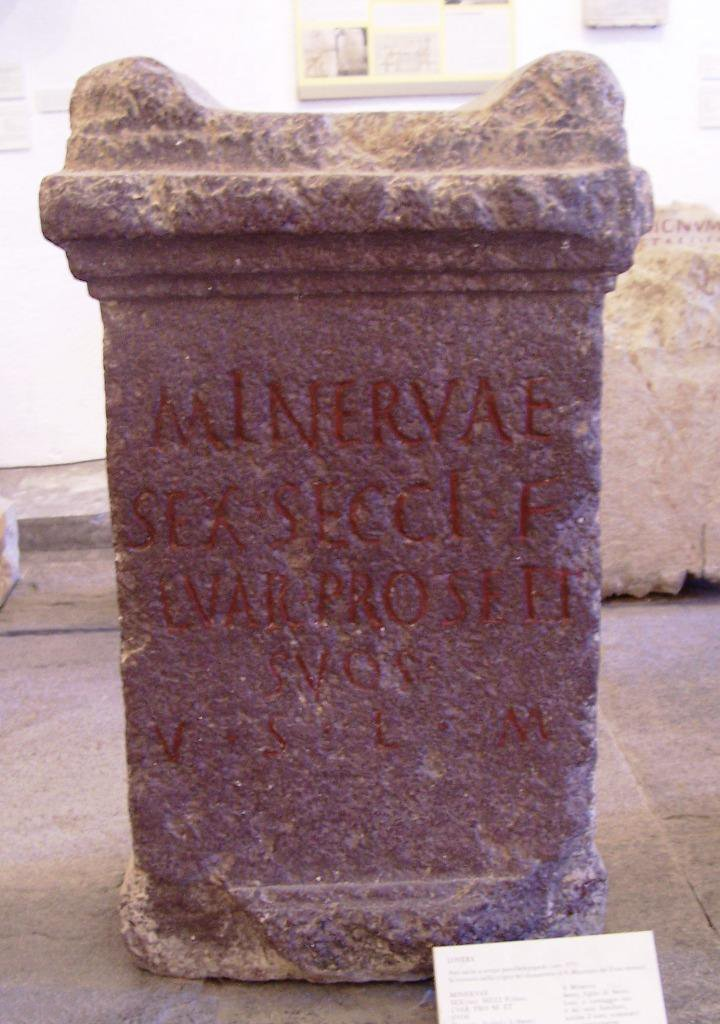
Ara di Lovere (Museo civico archeologico di Bergamo)

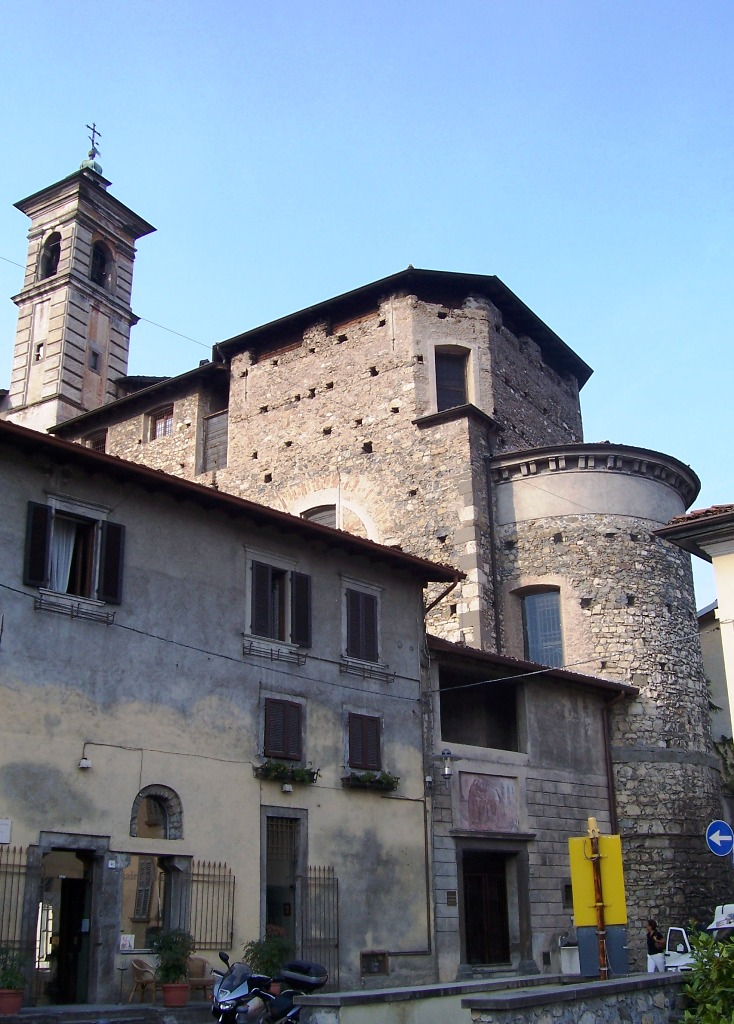
Chiesa di S Martino, la più antica del comune

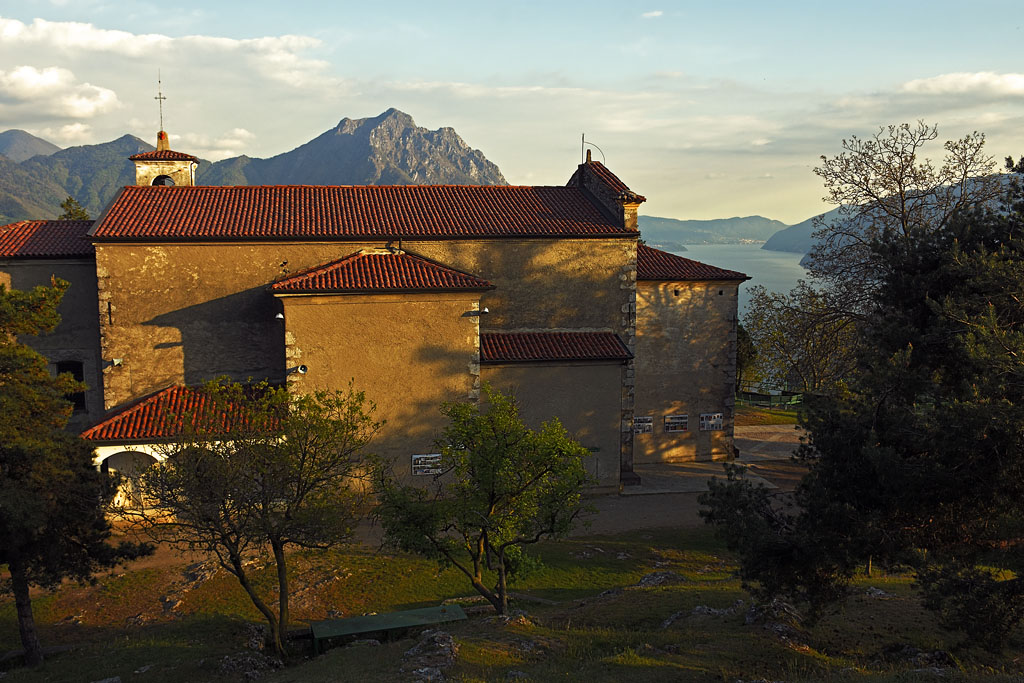
Santuario di San Giovanni

- Basilica di Santa Maria in Valvendra. Situato in località Val Vendra, dove scorre l'omonimo torrente, venne edificata nella seconda metà del XV secolo. La più grande chiesa della diocesi di Brescia, Inizialmente presentava uno stile gotico, che con le successive ristrutturazioni dei secoli seguenti è stato modificato in un genere rinascimentale. La struttura prevede tre navate, con la principale sormontata da una volta a botte e divisa dalle altre due laterali con una serie di colonne. All'interno si possono ammirare le celebri ante d'organo con l'Annunciazione dipinta da Floriano Ferramola e Santi Faustino e Giovita a cavallo, capolavoro di Alessandro Bonvicino detto Il Moretto da Brescia, già nella cattedrale di Brescia, opere di Gian Paolo Cavagna, Domenico Carpinoni e la pala d'altare con l'Assunzione di Tommaso Bona, sculture in legno e in marmo della bottega dei Fantoni.
- Chiesa di San Giorgio. La chiesa di San Giorgio, documentata già nel 1263, è uno degli edifici religiosi più antichi della zona. Tuttavia della struttura è rimasto ben poco, viste le numerose modifiche apportate nel corso dei secoli. La principale di queste risale alla seconda metà del XV secolo, quando la chiesa venne rialzata ed ampliata, andando ad inglobare nella propria struttura la casa-torre denominata Torre Soca, risalente al XIII secolo e di proprietà della famiglia Celeri. Una successiva ristrutturazione ha portato a tre il numero delle navate, demolendo però il campanile. All'interno si possono ammirare opere di grande spessore artistico: il Mosè che fa scaturire l'acqua dalla rupe di Jan de Herdt, l'Ultima cena di Gian Paolo Cavagna e la Trinità con la vergine e S. Giorgio di Antonio Gandino.
- Monastero di Santa Chiara. Edificato nella prima parte del XVI secolo ed ampliato più volte, ospita ancor oggi le monache clarisse. Soppresso in età napoleonica e ripristinato al termine del XIX secolo, custodisce numerose opere pittoriche. La Fondazione Oprandi si sta impegnando nei lavori di restauro dell'antico edificio, restituendone l'arredo pittorico e gli stucchi. Il complesso monastico presenta al proprio interno la chiesetta di Santa Chiara, piccolo edificio di culto molto caratteristico.
- Oratorio di San Martino. Di origine antichissima, risalirebbe addirittura al IX secolo, epoca in cui i territori erano posti sotto la giurisdizione dei monaci di Tours. Con il passare del tempo venne sempre meno utilizzato, date le sue ridotte dimensioni, fino ad arrivare al suo abbandono, avvenuto nel XVII secolo. Soltanto un recente restauro ha permesso di recuperare parte del patrimonio artistico in esso custodito, tra cui numerosi affreschi nell'abside.
- Santuario delle Sante Bartolomea Capitanio e Vincenza Gerosa. Edificato nel terzo decennio del XX secolo e dedicato alle religiose Bartolomea Capitanio e Vincenza Gerosa che fondarono nel 1832 la congregazione delle Suore di Maria Bambina, presenta una struttura in stile neogotico. All'interno si possono ammirare affreschi e mosaici eseguiti da Pasquale Arzuffi raffiguranti le due sante, delle quali sono conservate le spoglie. Di grande interesse il piccolo museo, che racconta la storia e la società loverese nella quale si inserisce l'attività delle due sante.
- Santuario di San Giovanni. Posto in una zona suggestiva, sul culmine del monte Cala, offre un'ottima visuale su gran parte del lago e le zone circostanti. Edificato nel XV secolo ed inizialmente intitolato a San Zenone, è tuttora meta di pellegrinaggio per numerosi abitanti di Lovere.

### Architetture civili

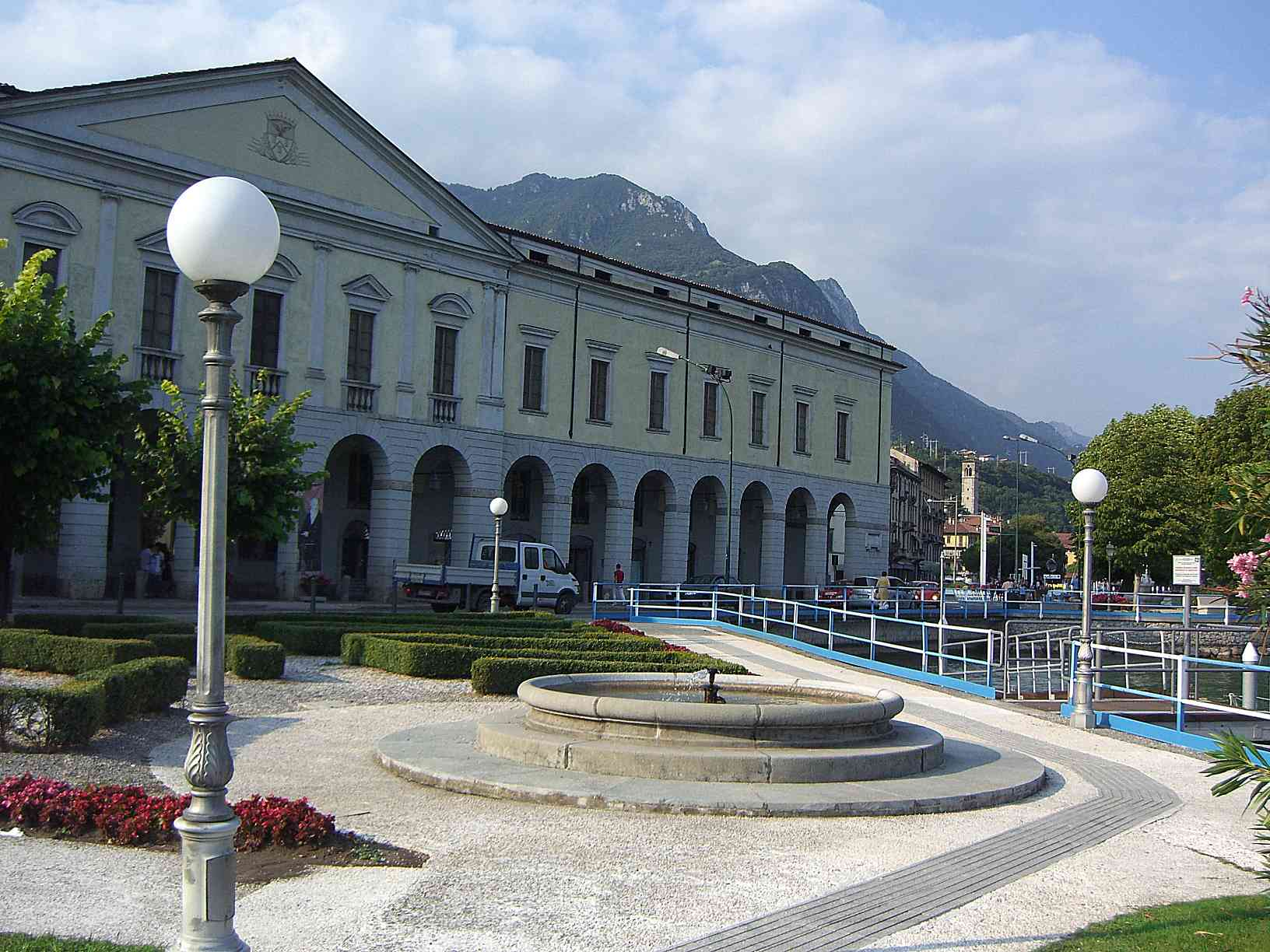
Accademia Tadini

- Torre Civica (XV secolo), alta 28 metri, sulla quale si possono ammirare l'orologio e alcuni affreschi.

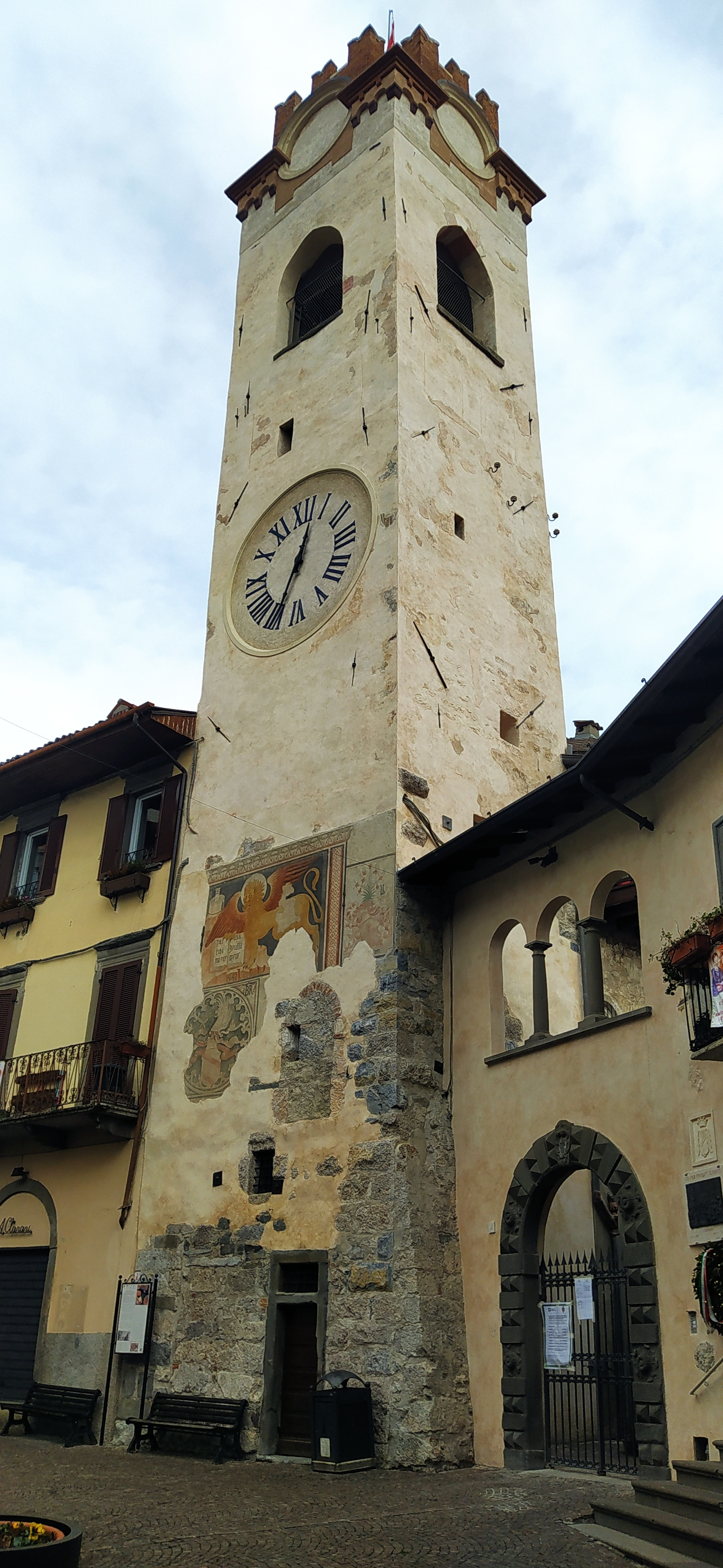
Lovere - la torre civica

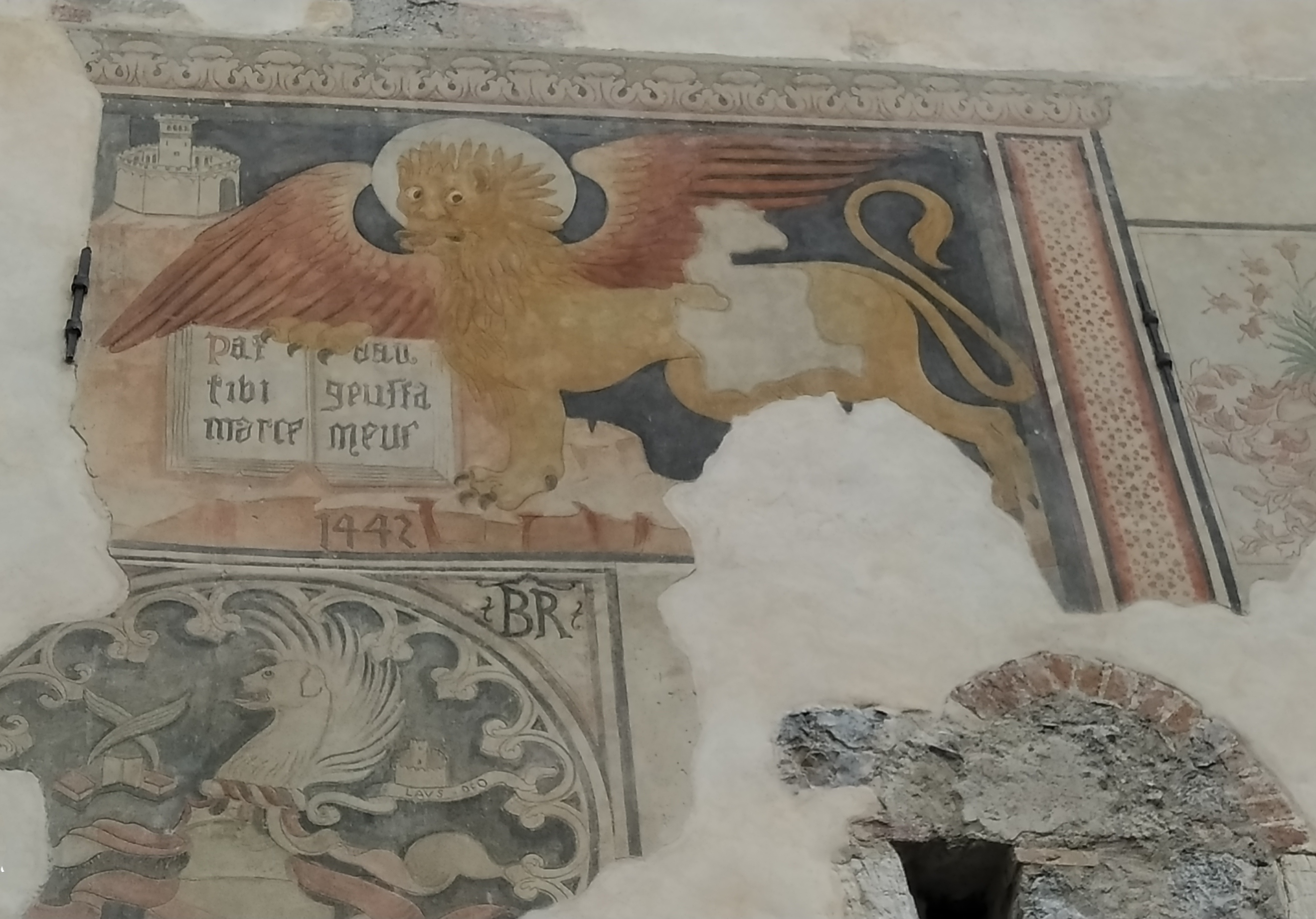
Lovere - affreschi sulla torre civica

- La torricella(XI secolo), che faceva parte delle mura medioevali.

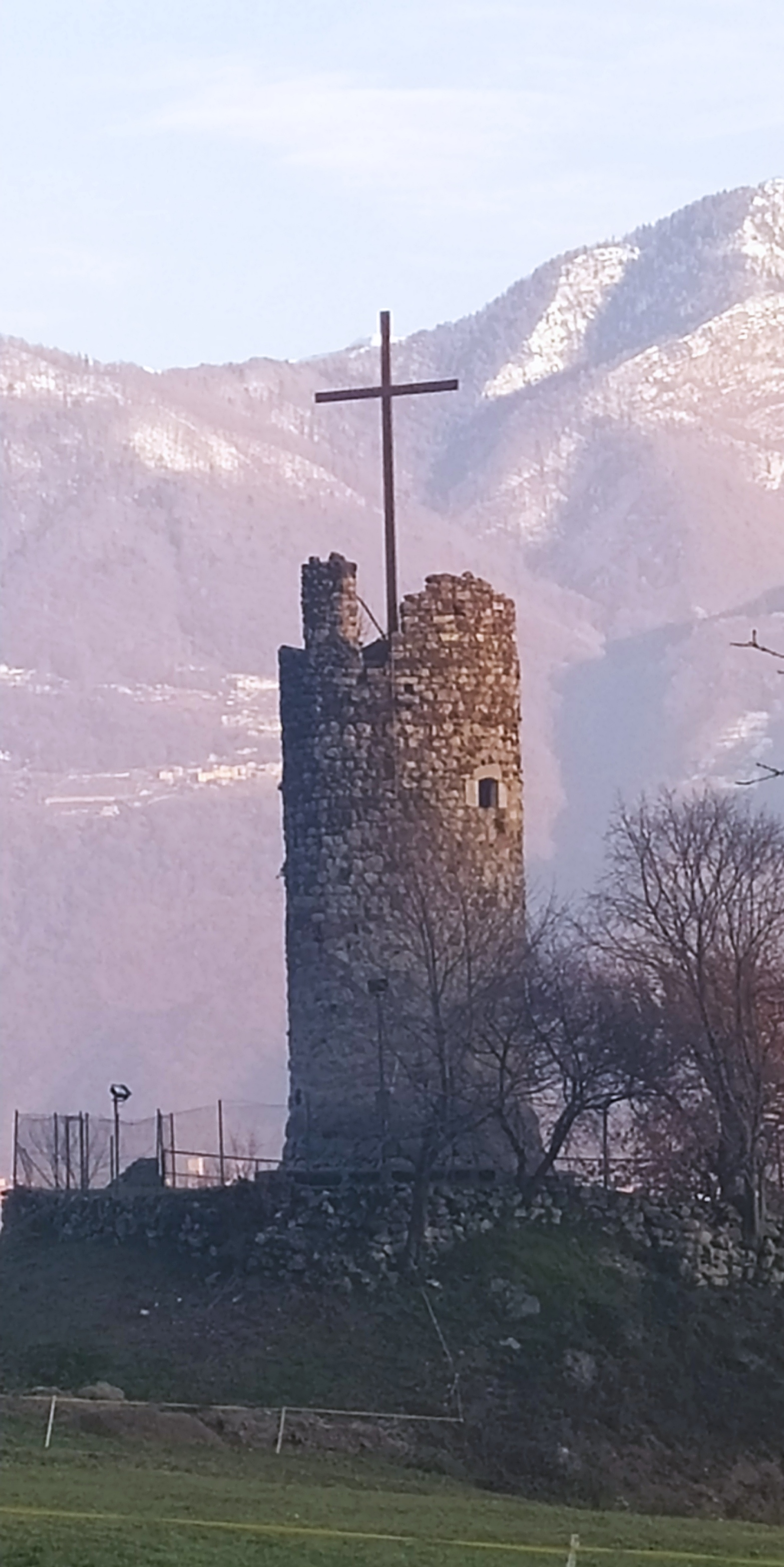
Lovere- La torricella

- Torre degli Alghisi, eretta nel XII secolo, con interventi successivi del XIII e XIV secolo, appartenuta all'omonima famiglia ghibellina.

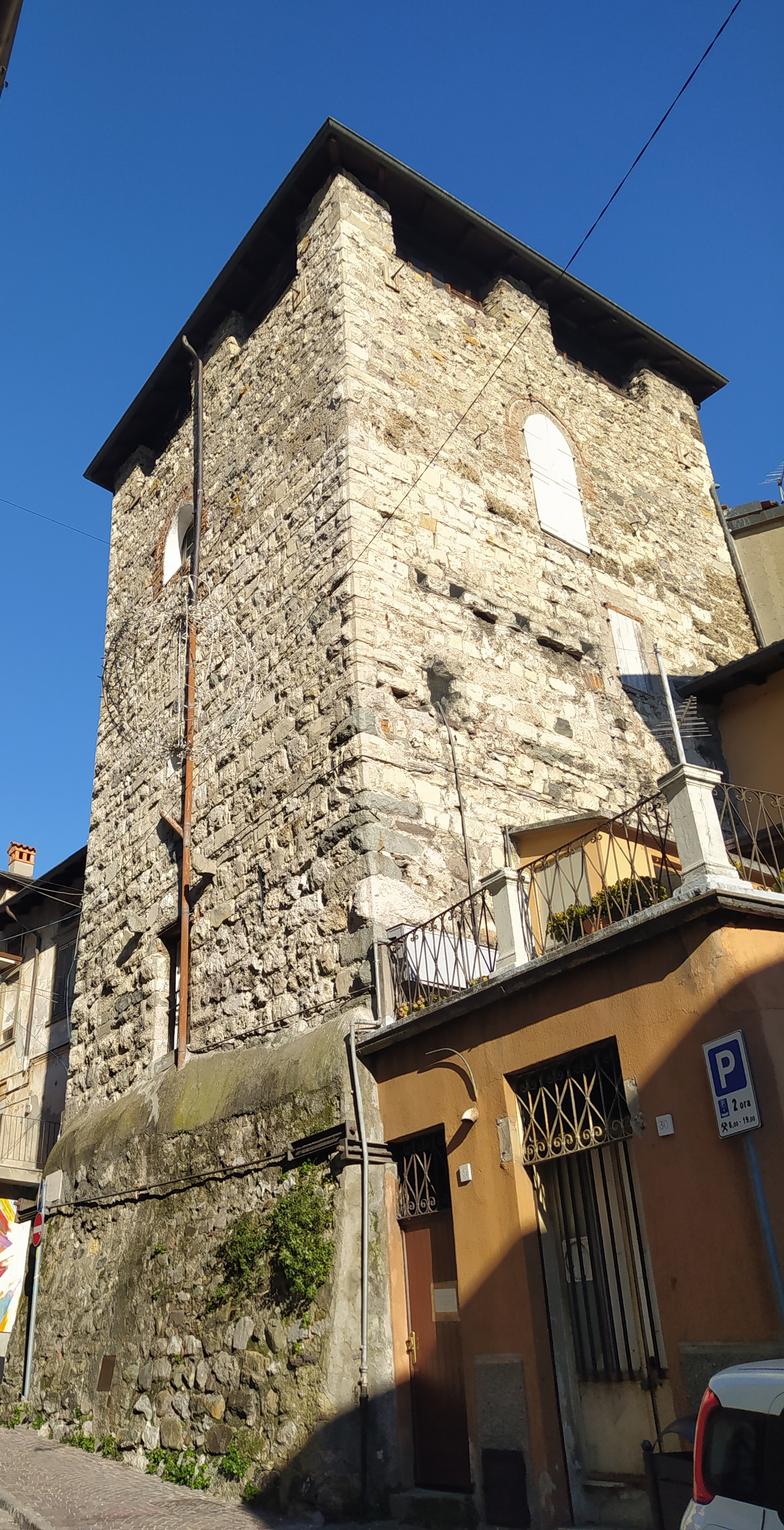
Lovere - Torre degli Alghisi

- Accademia Tadini. Ospitata in un edificio neoclassico, situato nei pressi di piazza Garibaldi, è tra i musei più antichi della Lombardia, essendo stato fondato ufficialmente nel 1829. Il nucleo è rappresentato da un gruppo di opere di Antonio Canova, tra le quali il bozzetto per la Religione e la Stele Tadini, ultima opera del grande scultore. La pinacoteca comprende dipinti di artisti lombardi e veneti tra i quali Jacopo Bellini, Francesco Benaglio, Paris Bordon, Giacomo Ceruti detto il Pitocchetto, di Giandomenico Tiepolo e Francesco Hayez. Vi sono contenute anche una preziosa collezione di porcellane provenienti dalle manifatture di Sèvres, Meißen, Höchst e Capodimonte. L'Accademia comprende anche scuole di musica e di disegno ancora attive, importante punto di riferimento per il territorio.

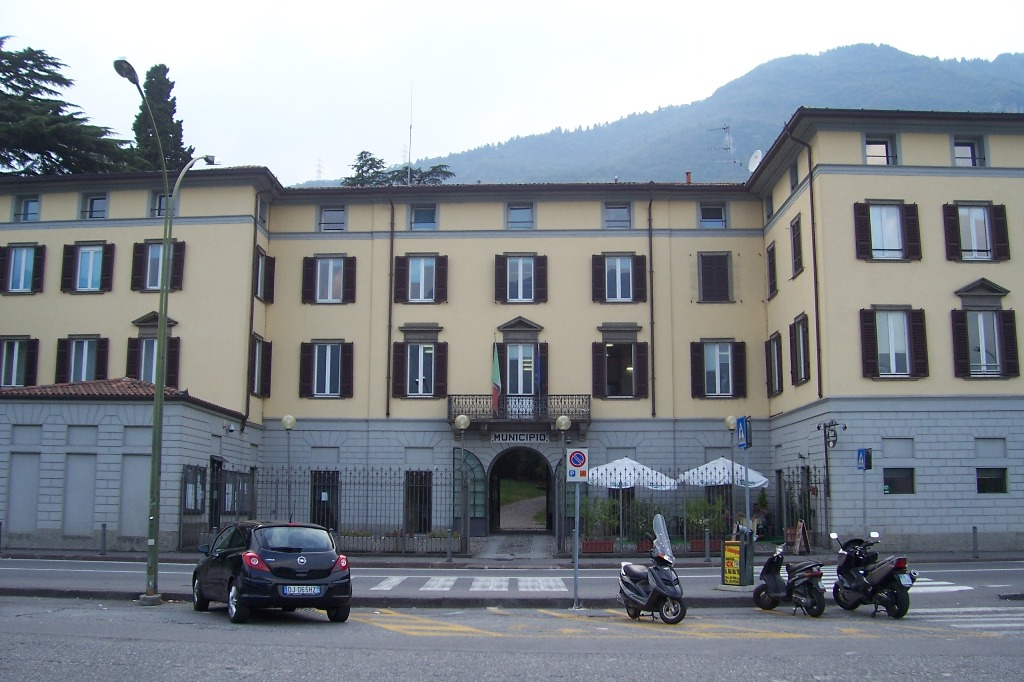
Municipio

- Palazzo Bazzini. Edificato nel 1616 dal condottiero Adorno Bazzini di fronte alla basilica di S. Maria in Valvendra, presenta una struttura ad U, ornata da pilastri ed archi ed arricchita da un giardino al termine del quale si trova una piccola torre.
- Piazza Vittorio Emanuele II. Da sempre considerata il cuore pulsante del borgo, originariamente era chiamata piazza degli uffizi, a causa della presenza della sede di gran parte delle istituzioni. Tra i palazzi che la circondano merita menzione il palazzo podestarile, antica sede del podestà, e la torre civica, che porta ancora i segni della dominazione veneta. Attiguo ad essa si trova la torre Alghisi, risalente anch'essa al periodo medievale ed appartenuta ad un'importante famiglia loverese
- Ospedale Sante Capitanio e Gerosa
- Oasi Capitanio (ex ospedale per Infermi Cronici e Miserabili)
- Museo Civico di Scienze Naturali Alessio Amighetti, un locale di 180 m² in via Marconi, nel parco di Villa Milesi. Le finalità del Museo sono raccogliere, conservare ed esporre al pubblico reperti scientifici; far conoscere il patrimonio naturalistico e storico locale; favorire lo sviluppo di una mentalità rispettosa delle risorse ambientali e tesa alla loro valorizzazione[15]. La sede espositiva comprende diverse sezioni: ornitologica, entomologica, malacologica, botanica, mineralogica e un'aula per la didattica.

### Architetture militari

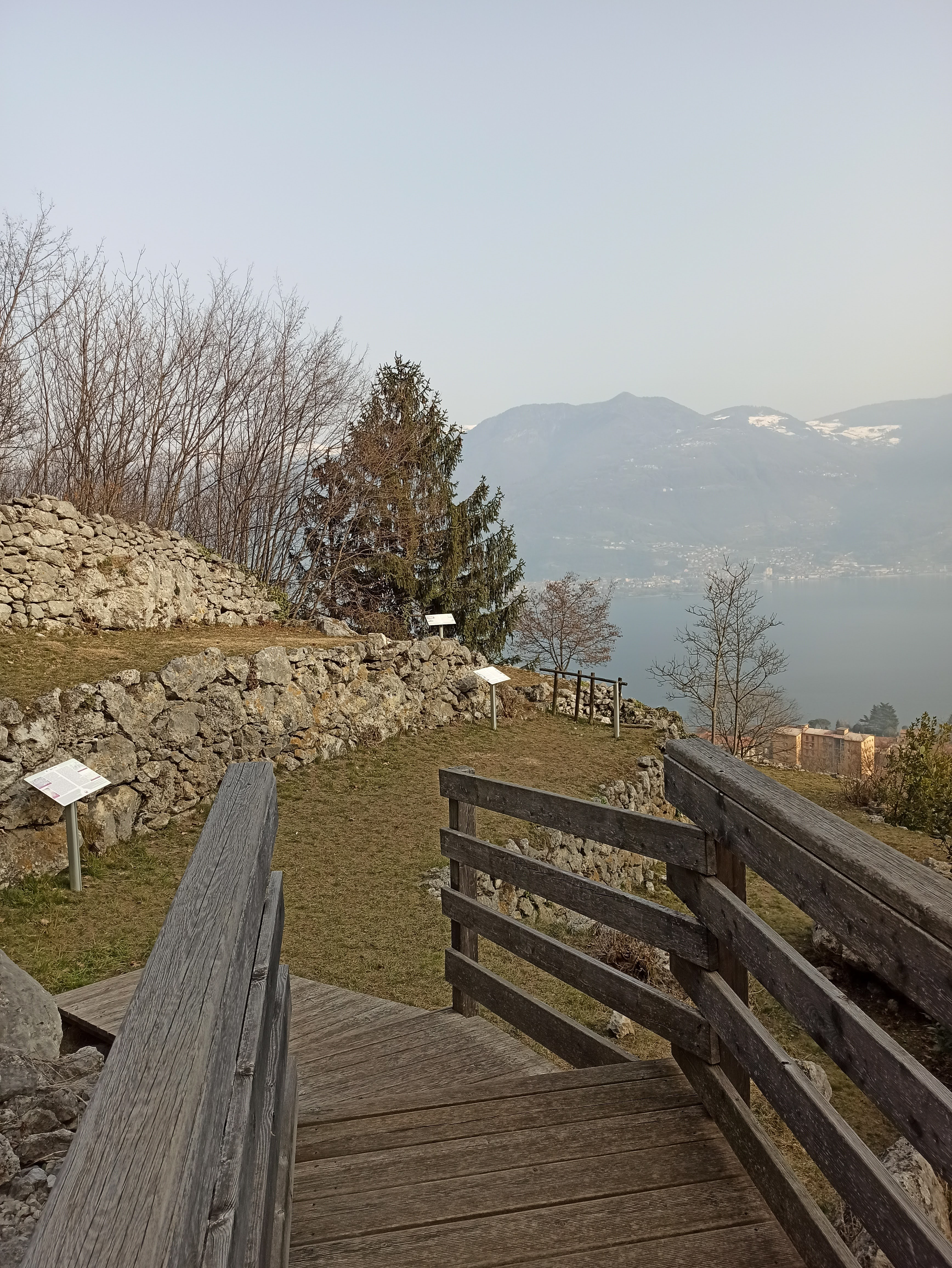
Visuale sul Lago d'Iseo dal castelliere Gallico

- Visuale sul Lago d'Iseo dal castelliere GallicoIl Castelliere Gallico. Questa costruzione è forse la più antica presente sul territorio loverese e può essere databile tra il quinto ed il terzo secolo a.C. Situato in posizione panoramica e strategica possiede resti di muratura. Si tratta di un insediamento fortificato che sorge su un poggio naturale a circa 300 metri di quota. Si ipotizza rappresenti un sito fortificato del periodo celtico della cultura camuna, della cui presenza si hanno testimonianze certe a partire dal II millennio A.C. Probabilmente già attivo durante l’Età del Bronzo e del Ferro, l'influenza celtica è ben visibile dal punto di vista architettonico.[16]

## Società

### Evoluzione demografica
Abitanti censiti

### Religione
Sebbene in provincia di Bergamo, la parrocchia di Lovere fa riferimento alla diocesi di Brescia.

### Tradizioni e folclore
Gli scotöm sono nel dialetto bergamasco dei soprannomi o nomignoli, a volte personali, altre indicanti tratti caratteristici di una comunità. Quello che contraddistingue gli abitanti di Lovere è Pulintìne.

## Cultura

### Eventi
- CortoLovere (Oscarino)
- "Stagione dei Concerti", sala dei Concerti della Accademia Tadini - musica da camera nei mesi di aprile, maggio, giugno di ogni anno. 87ª edizione nel 2014
- Rassegna "Museo in Musica", sala degli Affreschi dell'Accademia Tadini - esibizione di giovani concertisti ogni sabato pomeriggio da giugno a fine settembre - 4ª edizione nel 2014

## Infrastrutture e trasporti

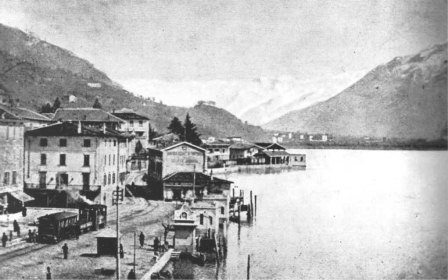
Panorama con il tram a vapore

La mobilità di persone e merci a Lovere è storicamente legata alla presenza del lago sul quale era attivo per tutto il XX secolo un servizio di trasporto su chiatte di carri ferroviari inoltrati mediante la ferrovia Palazzolo-Paratico e destinati alle locali acciaierie.
Le principali infrastrutture stradali sono le strade statali 42 del Tonale e della Mendola, 469 Sebina Occidentale e 671 dir della Valle Borlezza.
Fra il 1901 e il 1917 la cittadina era inoltre collegata a Cividate Camuno mediante una tranvia a vapore denominata Guidovia Camuna.

## Amministrazione
| Periodo         | Periodo                    | Primo cittadino     | Partito                         | Carica  | Note   |
| --------------- | -------------------------- | ------------------- | ------------------------------- | ------- | ------ |
| 7 aprile 1987   | 26 maggio 1989 (dimesso)   | Luigi Rillosi       | Democrazia Cristiana            | Sindaco | [ 18 ] |
| 23 giugno 1989  | 6 maggio 1990              | Vasco Vasconi       | Partito Comunista Italiano      | Sindaco | [ 18 ] |
| 6 maggio 1990   | 12 ottobre 1994 (dimesso)  | Luigi Rillosi       | Democrazia Cristiana            | Sindaco | [ 18 ] |
| 17 ottobre 1994 | 23 aprile 1995             | Vasco Vasconi       | indipendente                    | Sindaco | [ 18 ] |
| 23 aprile 1995  | 13 giugno 1999             | Annamaria Garattini | Lista civica di centro-sinistra | Sindaco | [ 19 ] |
| 13 giugno 1999  | 12 giugno 2004             | Annamaria Garattini | Lista civica                    | Sindaco | [ 19 ] |
| 12 giugno 2004  | 18 ottobre 2008 (deceduto) | Vasco Vasconi       | Lista civica Viva Lovere        | Sindaco | [ 19 ] |
| 8 giugno 2009   | 25 maggio 2014             | Giovanni Guizzetti  | Lista civica L'ago di Lovere    | Sindaco | [ 20 ] |
| 25 maggio 2014  | 27 maggio 2019             | Giovanni Guizzetti  | Lista civica L'ago di Lovere    | Sindaco | [ 19 ] |
| 27 maggio 2019  | 10 giugno 2024             | Alex Pennacchio     | Lista civica L'ago di Lovere    | Sindaco | [ 19 ] |
| 10 giugno 2024  | in carica                  | Claudia Taccolini   | Lista civica Lovere Domani      | Sindaco | [ 19 ] |

## Sport
Nel comune è attiva la Unione Sportiva Dilettantistica Sebinia Alto Sebino che partecipa al campionato di Promozione. Negli anni 50 la squadra di Lovere riuscì tuttavia a partecipare a 2 campionati di Serie C.
È anche praticato lo sport del canottaggio sul lago, grazie alla presenza della Canottieri Sebino, la quale ha allenato diversi personaggi illustri in questo sport, tra cui un equipaggio che ha partecipato alle olimpiadi del 1948 e un altro, che vinse i Campionati del mondo di canottaggio nel 2013.
Si possono praticare anche tennis, pallavolo, pattinaggio e altri sport.

## Galleria d'immagini

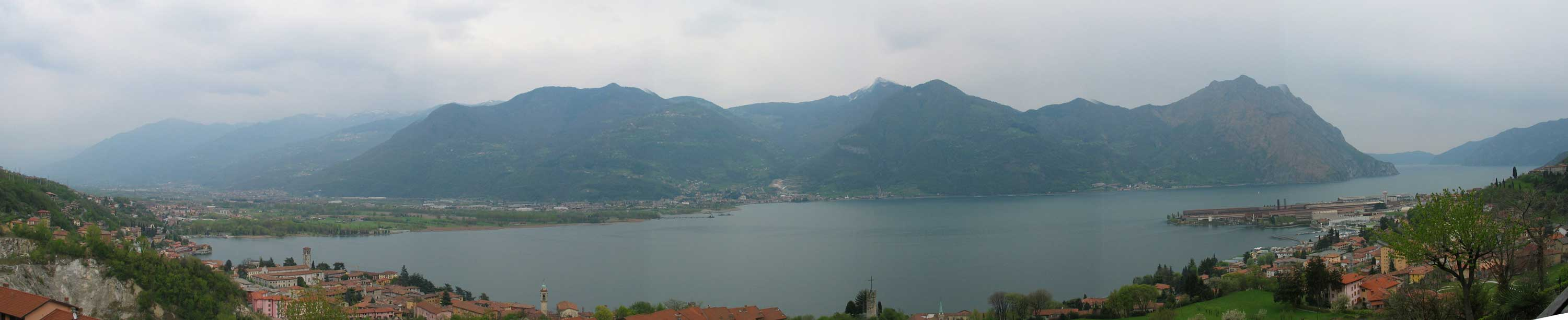
Panorama di Lovere dall'alto
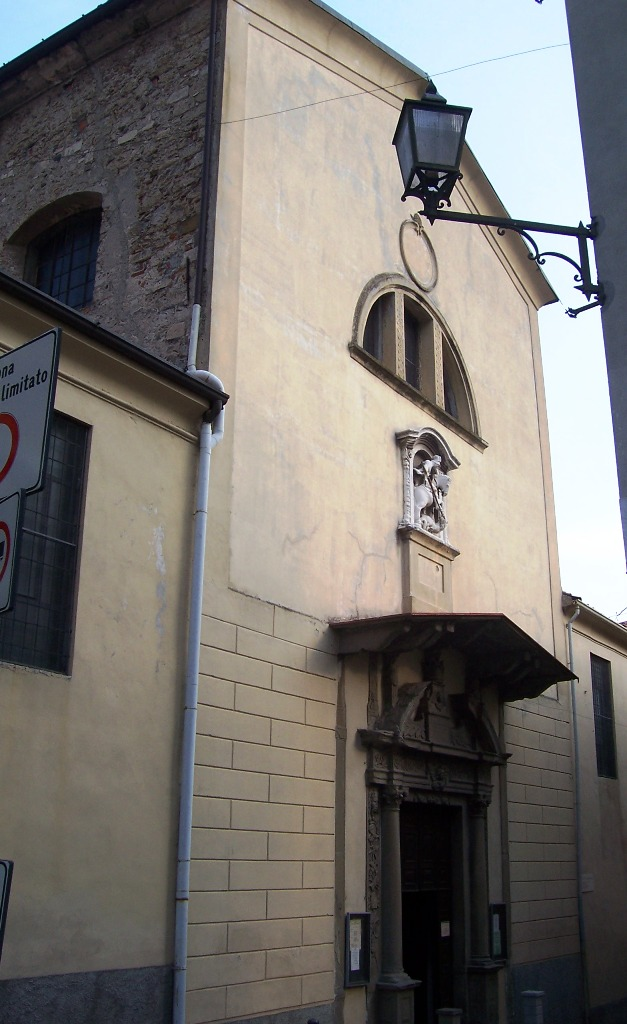
Parrocchiale di San Giorgio
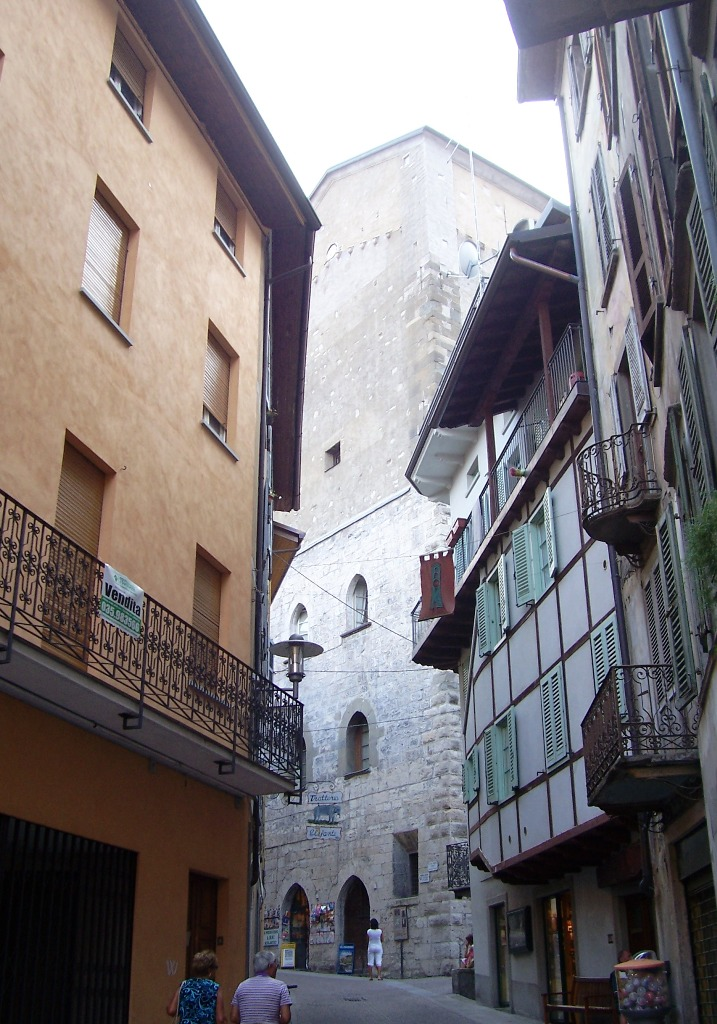
Casatorre dei Celeri
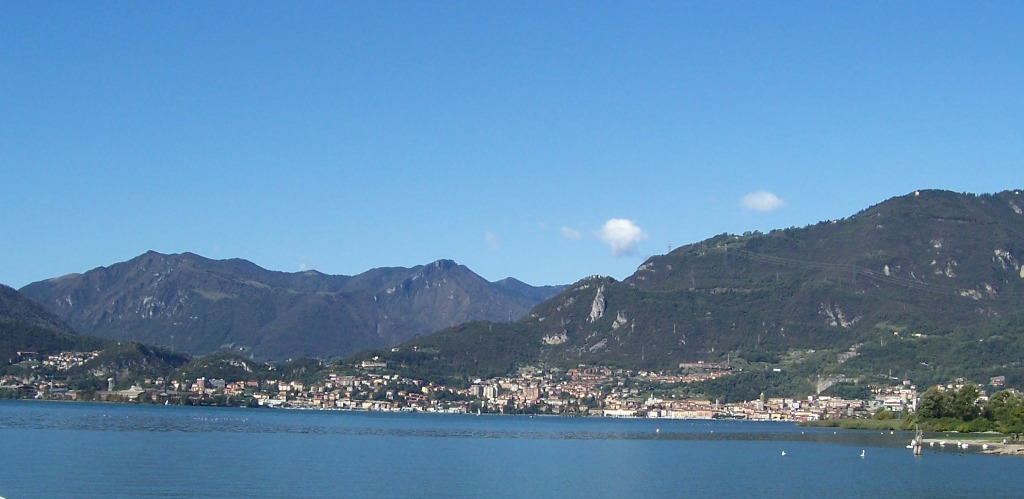
Lovere da Pisogne
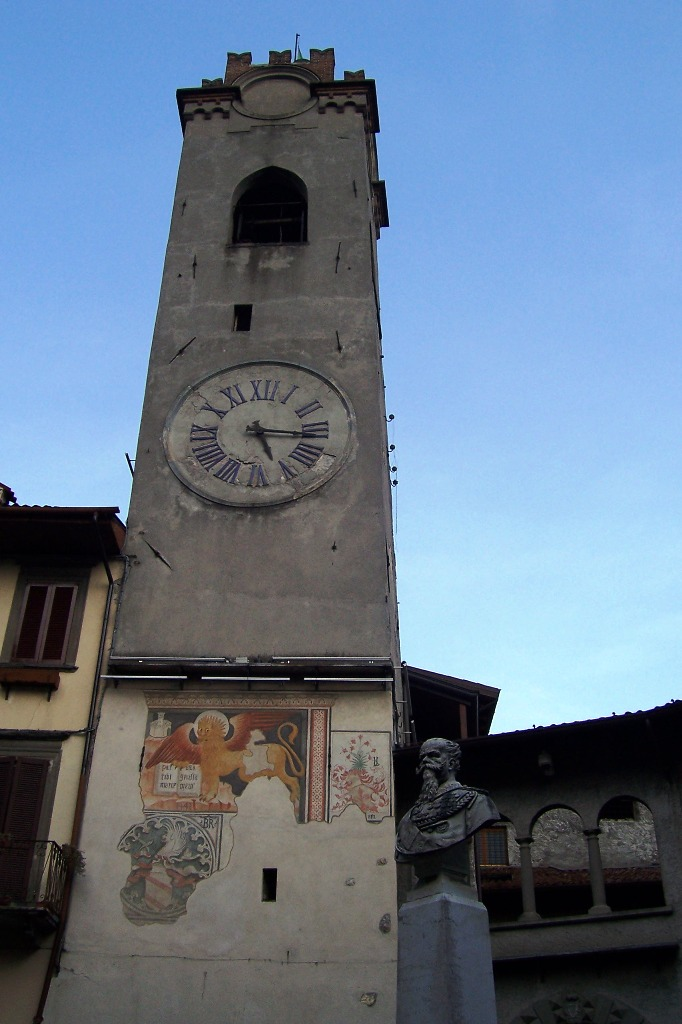
Palazzo degli Uffici di epoca veneziana
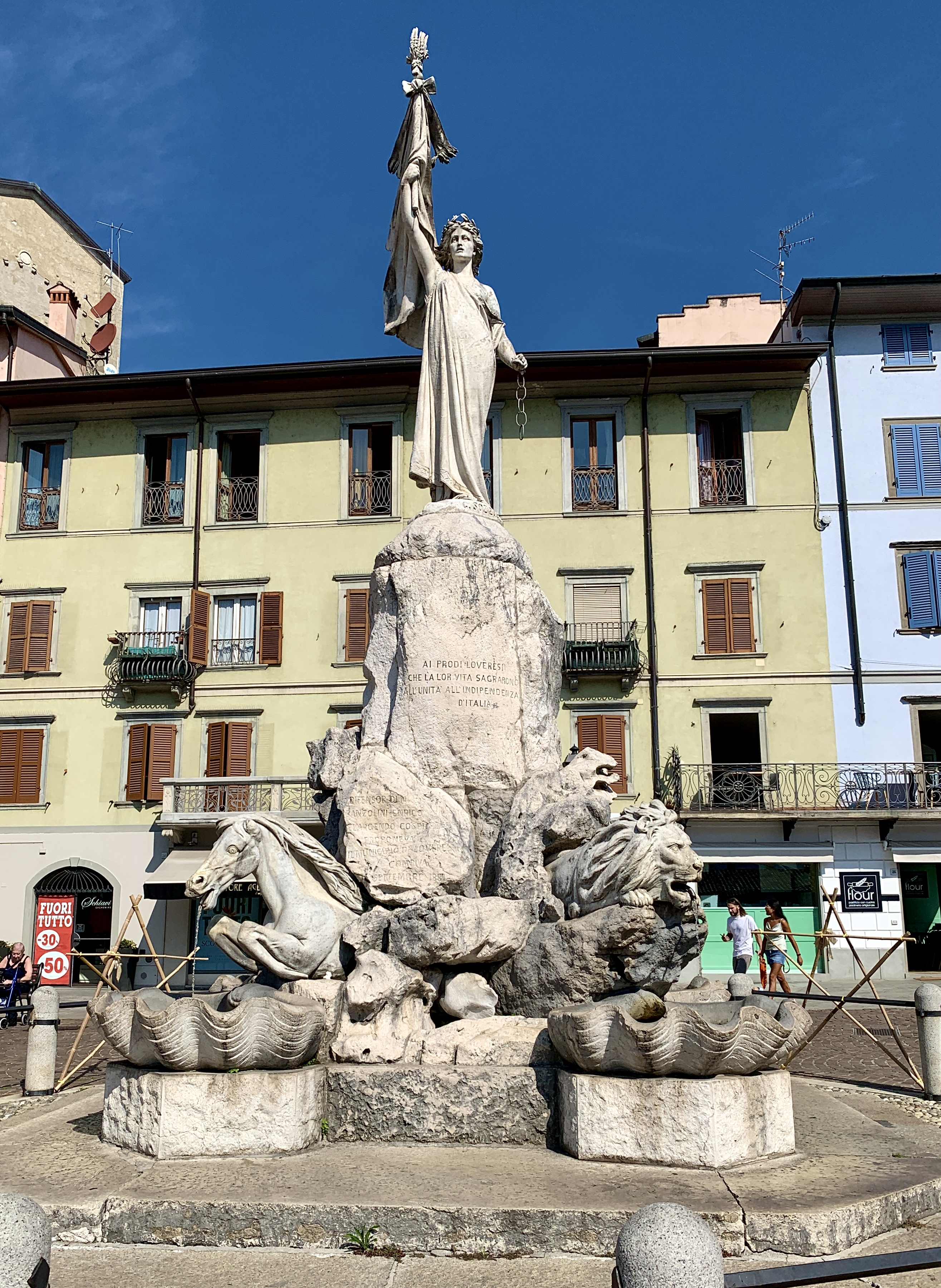
Monumento alla Libertà di Piazza XIII Martiri